# Lomont-sur-Crête
 Lomont-sur-Crête  es una población y comuna francesa, en la región de Franco Condado, departamento de Doubs, en el distrito de Besançon y cantón de Baume-les-Dames.

## Demografía
| 119 | 118 | 120 | 138 | 155 | 155 |
| Para los censos de 1962 a 1999 la población legal corresponde a la población sin duplicidades (Fuente: INSEE [Consultar]) |     |     |     |     |     |